# Арутчян Мікаел Аветович
Мікаел (Михайло) Аветович Арутчян (6 липня (18 липня) 1897, Шуші, нині Нагірний Карабах — 9 липня 1961, Москва) — вірменський художник театру і графік, один з основоположників вірменського театрально-декораційного мистецтва. Народний художник Вірменської РСР (1958).
Старший брат художника Сергія Арутчяна.

## Біографія
Народився у 1897 році в селі Шуші, Нагірний Карабах. Походив з князівського роду, його батько, Авет Арутчян, був відомим купцем і підприємцем.
У 1919 році закінчив Саратовську вищу художньо-технічну майстерню. Цього ж року дебютував як художник-оформлювач в Театрі сатири Саратова. У 1919—1920 роках служив у Залізній дивізії Гая, в складі якої брав участь в інтервенції до Польщі. У 1921 році вступив на юридичний факультет Берлінського університету, в період навчання також відвідував берлінську Академію мистецтв. У 1924—1925 роках мешкав у Парижі, де навчався в Академії мистецтв Колароссі — першій приватній академії Франції.
У 1925 році переїхав до Єревана. Надалі брав активну участь у створенні вірменської школи сценографічного мистецтва, оформлював театральні й оперні вистави, книги та інші видання, працював в області плакатного живопису, станкової графіки і карикатури. У 1920-х роках працював у вірменському сатиричному журналі «Кармір моцак» («Червоний комар»). З 1928 по 1839 рік був головним художником Академічного театру ім. Сундукяна, з 1839 по 1949 рік — головним художником Театру опери і балету ім. Спендіарова.
З 1949 року жив у Москві, де працював у Театрі Мосради, а також був головним художником павільйону Вірменської РСР на Всесоюзній сільськогосподарській виставці.
Помер 9 липня 1961 року, похований на вірменській частині Ваганьковського кладовища в Москві. Останню роботу Мікаела Арутчана — оформлення спектаклю «Обережно, листопад!» — завершив його син.

## Творчість
Як художник-поставновник оформив понад сто вистав, серед них:
- 1927 — «Гарчи, Китай!» С. Третьякова
- 1928 — «Заколот» Д. Фурманова
- 1930 — «У кільці» В. Вагаршяна
- 1933 — «Весілля Фігаро» П. Бомарше
- 1935 — «Гроза» М. Островського
- 1940 — «Отелло» В. Шекспіра
- 1958 — «Лис і виноград» Г. Фігейредо

Оперні спектаклі:
- 1938 — «Лусабацин» А. Степаняна
- 1938 — «Кармен»
- 1956 — «Червова Краля» П. Чайковського

Художник-постановник кінострічок:
- 1928 — «Хас-пуш» (спільно з С. Аладжаляном)
- 1929 — «Шістнадцятий»
- 1935 — «Пепо» (спільно з В. Сідамон-Еріставі і С. Сафар'яном)
- 1944 — «Давид Бек»
- 1960 — «Північна райдуга»